# Дъбница
 Тази статия е за пиринското село.  За прилепското вижте Дабница.  
Дъбнѝца е село в Югозападна България. То се намира в община Гърмен, област Благоевград.

## География
Село Дъбница е разположено в Западна България (в подножието на Западните Родопи). Намира се в област Благоевград.
.

## История
На километър северно над Дъбница е късноантичната и средновековна крепост Градище, известна и като Свети Архангели, която е обявена за паметник на културата с национално значение.
В селото има джамия построена през 1457 година, която е сред най-старите действащи джамии в Югозападна България. Храмът има важно културно и религиозно значение за местната мюсюлманска общност. Архитектурният стил на джамията е характерен за ранноосманската епоха – каменна зидария, дървени подпори, и семпъл интериор, насочен към практичност и дълготрайност.
В XIX век Дъбница е мюсюлманско село в Неврокопска каза на Османската империя. В „Етнография на вилаетите Адрианопол, Монастир и Салоника“, издадена в Константинопол в 1878 година и отразяваща статистиката на населението от 1873 година, Дебница (Debnitsa) е посочено като село с 54 домакинства и 130 жители мюсюлмани. В 1899 година селото има население 355 жители според резултатите от преброяване населението на Османската империя. Към днешна дата повечето жители на селото са мюсюлмани като има и немалко християни предимно сред ромското население.
В 1937 – 1938 година в селото е построена църквата „Свети Архангел Михаил“.

## Дъбнишки събития
В 1925 година в Дъбница Вътрешната македонска революционна организация организира съдебен процес над противници на организацията, като смъртните присъди са изпълнявани на място. Къщата, в която са гледани делата и след това са изпълнени присъдите, е превърната в музей за времето на Народна република България, но от 1989 година насам стои в окаяно състояние.

## Население

### Етнически състав
Преброяване на населението през 2011 г.
Численост и дял на етническите групи според преброяването на населението през 2011 г.:
|                     | Численост |
| Общо                | 1760      |
| Българи             | 298       |
| Турци               | 693       |
| Цигани              | 322       |
| Други               | -         |
| Не се самоопределят | -         |
| Неотговорили        | 445       |

## Личности
Родени в Дъбница
- Асим Адемов (р. 1968), български политик

Починали в Дъбница
- Димитър Пенков (1876 – 1925), български революционер
- Илия Геров (1890 – 1925), български комунист

## Други
На Дъбница е наречена улица в квартал „Дървеница“ в София (Карта).